# Trichogonia costata
Trichogonia costata är en insektsart som beskrevs av Victor Antoine Signoret 1853. Trichogonia costata ingår i släktet Trichogonia och familjen dvärgstritar. Inga underarter finns listade i Catalogue of Life.